# Bar Alaska
El Bar Alaska és un quiosc de Palma (Mallorca). Va obrir les portes l'any 1935 a la Plaça del Mercat de la ciutat. Junt amb el Bar Bosch, obert el 1936, ha estat un dels punts de trobada més cèntrics i populars de la ciutat per a diverses generacions.
L'Alaska (així és conegut popularment) és avui un dels establiments de restauració més cèntrics, tradicionals i populars de la ciutat gràcies a la seva estratègica ubicació i els preus assequibles de les seves consumicions. Va obrir el 3 de juny de 1935 amb el nom d'Automatic Bar en un acte d'inauguració al qual va assistir el batle de la ciutat, Lluís Ferrer Arbona, i el governador civil de les Illes Balears, Joan Manent Victory.
Fou obert per l'empresari Antoni Perelló Planas, qui va mantenir-ne la concessió fins 1951 i des de llavors ha passat per les mans de diversos propietaris. Amb el primer canvi de propietat fou batejat amb el nom actual d'Alaska, que ha mantingut fins als nostres dies, a excepció d'un període en què va canviar transitòriament de nom (Kiosco Real) però no va funcionar.
Al principi va ser un quiosc de refrescos, un més de la ciutat. Amb el pas dels anys va anar incrementant l'oferta inicial, basada en refrescos i gelats, fins afegir altres productes a mesura que el local creixia, d'acord amb l'evolució social: cafè i altres begudes, hamburgueses, frankfurts, etc., sense perdre mai el caràcter popular. L'estructura primitiva del quiosc va anar evolucionant fins a la fesomia actual en incorporar elements avui característics com l'actual estructura metàl·lica i la retolació, entre d'altres.
En diverses ocasions hom va especular amb el tancament, però sempre va sobreviure. Als darrers temps, la projectada reforma urbanística de la Plaça del Mercat va fer-ne perillar la continuïtat, però finalment va sobreviure gràcies al suport popular rebut.